# Pascagoula River
Der Pascagoula River ist ein etwa 130 km langer Fluss im Südosten des US-Bundesstaates Mississippi. 
Der Fluss hat ein Einzugsgebiet von etwa 23.000 Quadratkilometern. Der Pascagoula gilt als der gemessen am durchschnittlichen Abfluss (10 Kubikkilometer/Jahr) größte nahezu unregulierte Wildfluss in den Vereinigten Staaten, der in den Golf von Mexiko mündet. Aufgrund des subtropischen feuchten Klimas bietet er einer sehr spezifischen Fauna und Flora Heimat. Unter anderem ist in ihm die seltene Gelbtupfen-Höckerschildkröte beheimatet, die als bedroht gilt. Es sind in den vergangenen Jahren daher einige Anstrengungen unternommen worden, den Fluss mit seiner spezifischen Biodiversität zu erhalten.

## Verlauf
Der Fluss entspringt im nordwestlichen Teil des George Countys aus dem Zusammenfluss von Leaf River und Chickasawhay River und fließt von da ausgehend überwiegend durch Sumpfgebiet. In seinem Mündungsgebiet formt der Fluss eine Reihe von Seitenarmen. An der Flussmündung liegt die Stadt Pascagoula.